# الرسم أحادي اللون

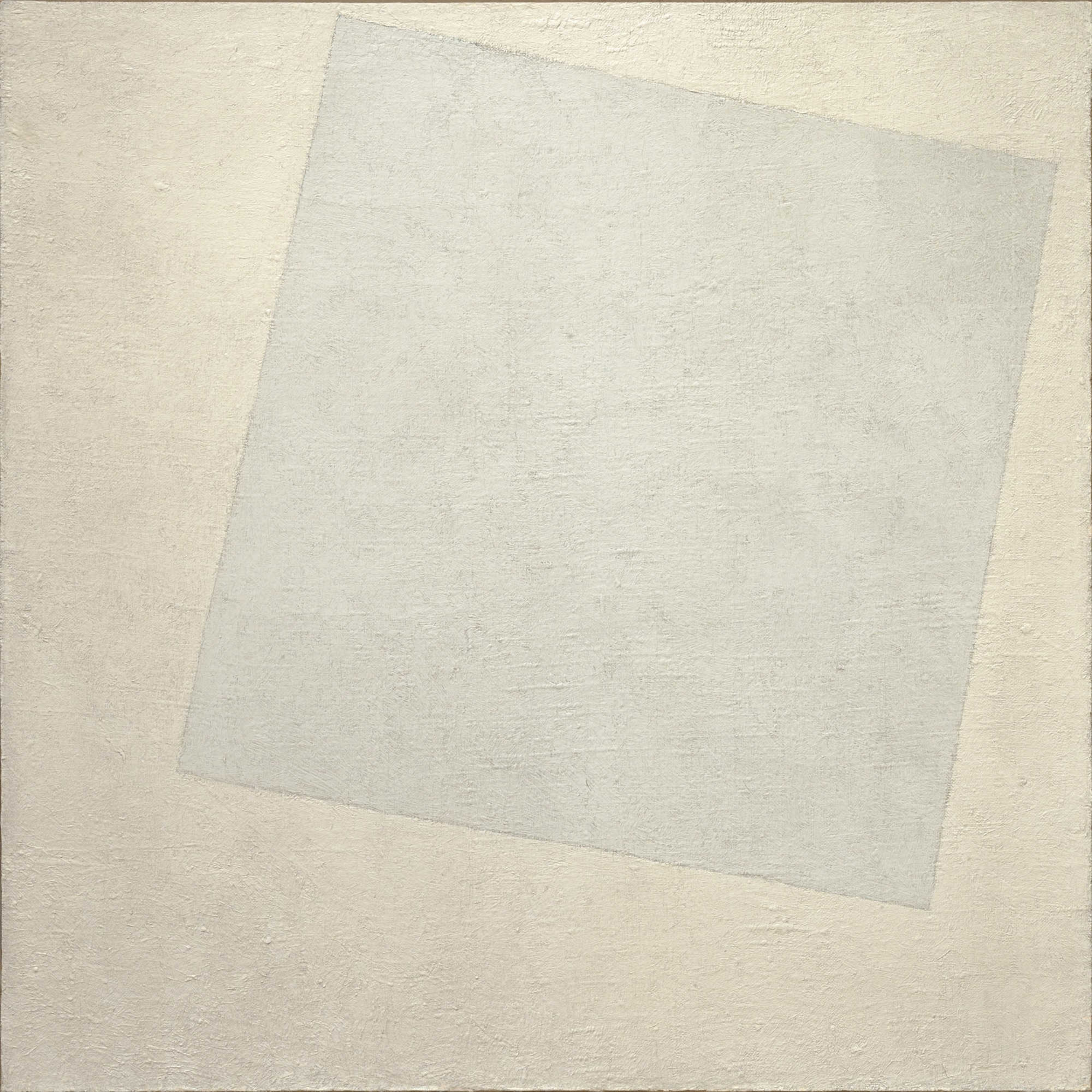
لوحة بالرسم أحادي اللون يستخدم درجات اللون الأبيض

كان الرسم أحادي اللون مكونًا مهمًا من مكونات الفنون البصرية الطليعية على امتداد القرن العشرين وصولًا إلى القرن الحادي والعشرين. ابتكر الرسامون اكتشاف اللون الواحد، ودراسة تغيُر القيم عبر السطح والقوام والفروق الدقيقة، والتعبير عن مجموعة كبيرة من العواطف والنوايا والمعاني في أشكال مختلفة. من الدقة الهندسية إلى التعبيرية، أثبتت أحادية اللون أنها أسلوب راسخ في الفن المعاصر.

## أصوله
بدأ الرسم أحادي اللون في معرض الفنون المتفككة الأول في باريس 1882، بلوحة سوداء رسمها الشاعر بول بيلود عنوانها بالفرنسية شجار زنوج في نفق. (رغم أن بيلود لم يكُن أول من أنتجوا عملًا فنيًا أسود بالكامل، فمثلًا، نشر روبرت فلود صورة للظلام في كتابه الصادر عام 1617 عن أصل الكون وبنيته، ونشر بيرتال لوحته فو دو لا هوغ (إفيه دو نوي) في عام 1843). في المعارض اللاحقة للفنون المتفككة (في ثمانينيات القرن التاسع عشر أيضًا) قدم الكاتب ألفونس أليه لوحات أخرى أحادية اللون، مثل («أول تواصل للفتيات الصغيرات المصابات بفقر دم مع الثلج»، أبيض)، أو («حصاد الكاردينالات المصابين بالسكتة للطماطم على شاطئ البحر الأحمر»، أحمر). نشر أليه أيضًا ألبوم بريمو أفريليسك خاصته في 1897، وهو دراسة أحادية فيها سبعة أعمال فنية أحادية اللون. مع ذلك، يحمل هذا النوع من النشاط تشابهًا أكبر مع الدادائية أو الدادائية الجديدة خاصة القرن العشرين، وبالتحديد أعمال مجموعة فلوكسس في ستينيات القرن العشرين، من الرسم أحادي اللون في القرن العشرين منذ ماليفيتش.

صرح جان متزينغر، عقب النجاح إثر الفضيحة الذي نشأ من العرض التكعيبي في صالون المستقلين في 1911، في مقابلة مع سيريل بيرغر نُشرت في صحيفة باريس في 29 مايو 1911:
لم نقم نحن التكعيبيون إلا بواجبنا عبر إبداع إيقاع جديد لصالح البشرية، وسيفعل لاحقونا الأمر نفسه. ما الذي سيجدونه؟ هذا هو السر الهائل للمستقبل. من يدري أن رسامًا عظيمًا، ينظر بازدراء إلى اللعبة الوحشية في الغالب لرسامي الألوان المزعومين، لن يعيد الألوان السبعة إلى الوحدة البيضاء الأصلية التي تشملها كله يومًا ما، ويعرض لوحات بيضاء بالكامل، خالية من أي شيء، على الإطلاق.
- جان متزينغر، 29 مايو 1911.
تحقق تنبؤ متزينغر المتهور (آنذاك) بأن الفنانين سيأخذون الفن التجريدي إلى خلاصته المنطقية عبر تفريغ الموضوع التمثيلي بالكامل والعودة إلى ما سماه متزينغر «الوحدة البيضاء الأصلية»، «لوحة بيضاء بالكامل»، بعد عامين. ربما كان كاتب بيان ساخر عنوانه بيان المدرسة اللاشكلية، والذي نشر في صحيفة ليزوم دو جور (3 مايو 1913)، يضع رؤيا متزينغر في الاعتبار وقتما برر المؤلف اللوحات السوداء خاصة اللاشكلية بزعمه أن «الضوء يكفينا». من ناحية، كتب مؤرخ الفن جيفري إس. ويس: «قد تكون لوحات اللاشكلية هراءً، لكنها كانت أيضًا لغة تأسيسية كافية لتوقع الآثار الاختزالية المتطرفة للاموضوعية».
بمعنى واسع وعمومي، يجد المرء جذورًا أوروبية للحدنوية في التجريدات الهندسية للرسامين المرتبطين بالباهاوس، في أعمال كازيمير ماليفيتش، وبيت موندارين وفنانين آخرين مرتبطين بحركة دي ستايل، والحركة البنائية الروسية، وفي أعمال النحات الروماني كونستانتين برانكوشي. استُلهم الفن الحدنوي أيضًا جزئيًا من لوحات بارنيت نيومان وآد رينهاردت وجوزيف ألبيرز، وأعمال فنانين متنوعين مثل بابلو بيكاسو ومارسيل دوشام وجوجيو موراندي وغيرهم.  كانت الحدنوية رد فعل أيضًا على الذاتية التصويرية للتعبيرية التجريدية التي هيمنت على مدرسة نيويورك في أربعينيات وخمسينيات القرن الماضي.
النطاق الواسع لاحتمالات (بما فيها استحالات) تفسير اللوحات أحادية اللون هو كما يزعم سبب كون أحادية اللون فاتنة للغاية في نظر العديد من الفنانين والنقاد والكتّاب. رغم أن أحادية اللون لم تسُد قط ولم يلزم إلا عدد قليل من الفنانين أنفسهم حصريًا بها، لم تزُل أبدًا. عادت للظهور كأنها شبح يطارد الحداثية العليا، أو بصفتها رمزًا لها، وظهرت في خلال أزمنة الاضطرابات الجمالية والاجتماعية السياسية.

### التفوقية والبنائية
بدأ الرسم أحادي اللون كما يفهم عادة اليوم في موسكو، مع لوحة تركيب تفوقي: أبيض على أبيض التي رسمها الفنان التفوقي كازيمير ماليفيتش في عام 1918. كانت هذه تنويعًا لعمله مربع أسود على حقل أبيض الذي أنتجه عام 1915 أو تكملة له، وهو عمل مهم جدًا في حد ذاته للتجريد الهندسي في القرن العشرين.
في عام 1921، عرض الفنان البنائي أليكسندر رودشينكو لون أحمر صرف، ولون أزرق صرف، ولون أصفر صرف: ثلاث لوحاتٍ معًا، كل منها لوحة أحادية لواحد من الألوان الأوليّة الثلاثة. في حين انتوى رودشينكو أن تكون لوحته أحادية اللون معريّة للافتراضات التقليدية للرسم، رأى ماليفيتش عمله على أنه تركيز عليها، نوع من التأمل في جوهر الفن («إحساس صاف»).
أوضح هذان النهجان في وقت مبكر جدًا من تاريخهما الدينامية التي تكاد تكون تناقضيّة لهذا الصنف من الأعمال: أنه يمكن للمرء قراءة أحادية اللون إما على أنها سطح مستوٍ (كيان مادي أو «الرسم باعتباره غايةً») والذي لا يمثل شيئًا سوى نفسه، وبالتالي يمثل نهايةً في تطور الخداعية في الرسم (أي رودشينكو)، أو تصويرًا للفضاء متعدد الأبعاد (اللانهائي)، إيفاءً بالرسم الخداعي، ما يمثل تطورًا جديدًا –بداية جديدة- في تاريخ الرسم الغربي (ماليفيتش). علاوة على ذلك، أشار العديد إلى أنه قد يكون من الصعب استنتاج نوايا الفنان من اللوحة نفسه، من دون الرجوع إلى تعليق الفنان.

## فنانوه

### نيويورك

#### التعبيريون التجريديون
- كان لميلتون ريسنيك حياة مهنية طويلة بصفة رسام تعبيري تجريدي. بداية، في خلال أربعينيات القرن الماضي، استكشف نمط التصوير الانفعالي السائد آنذاك. غالبًا ما اتسم عمله اللاحق، منذ الخمسينيات حتى السبعينيات بأنه انطباعي تجريدي، ويرجع ذلك إلى درجة كبيرة لكونه بنى تركيبه الشامل بضربات فرشاة متعددة ومتكررة وذات قيمة متقاربة، على غرار كلود مونيه في سلسلة زنابق الماء الشهيرة. في خلال آخر عقدين ونصف العقد من حياته المهنية في الرسم، صارت لوحات ريسنيك أكثر أحادية لونية، وإن كانت ذات ضربات فرشاة سميكة وأسطح طبقيّة.[12]